# Stanza

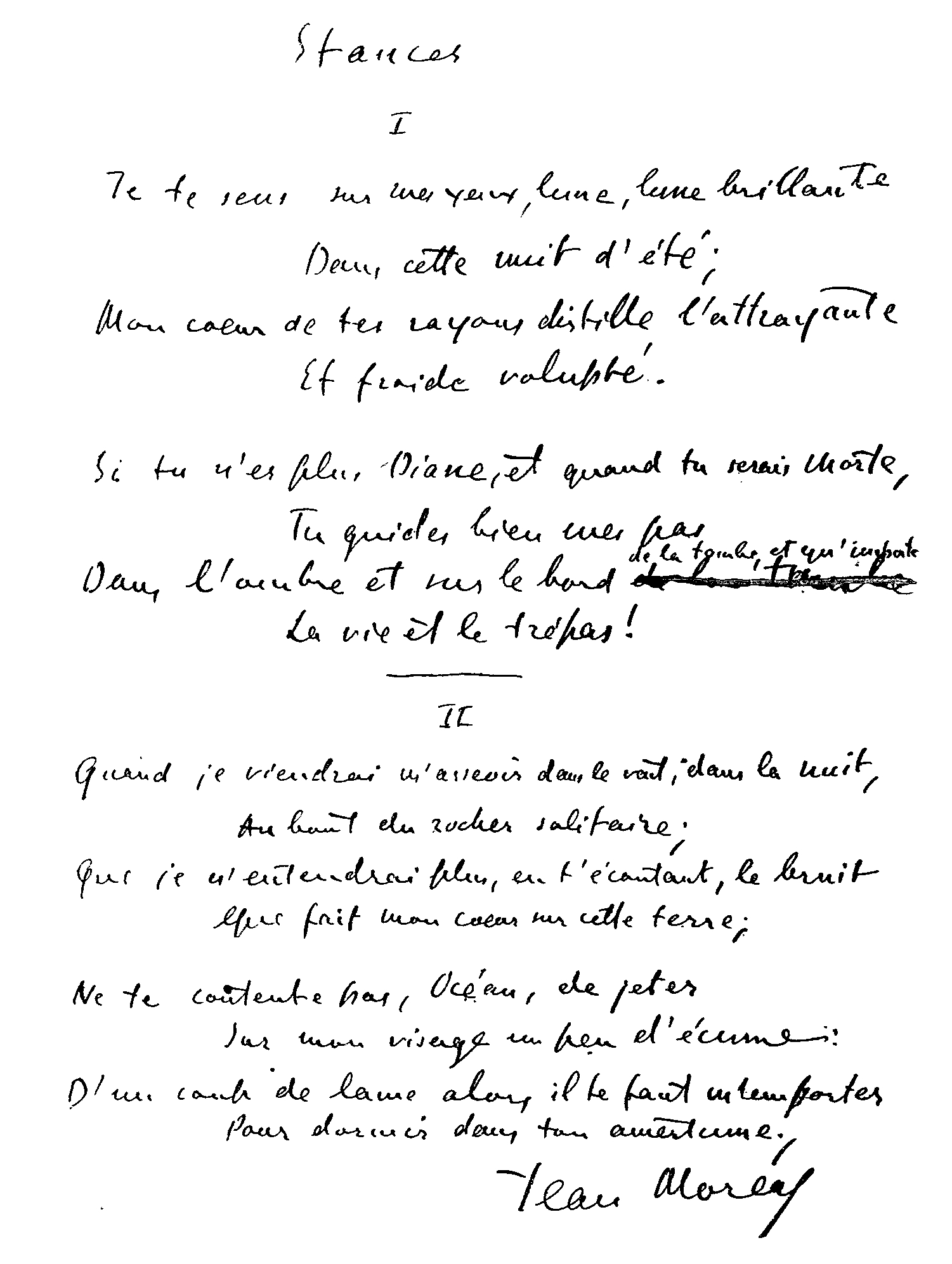
Stanza van Jean Moréas, gepubliceerd in 1899

Een stanza is een gedeelte van een gedicht bestaande uit twee of meer versregels die als een eenheid worden samengebracht. Het is meestal een groep van versregels met eenzelfde dichtmaat, gerangschikt in een bepaald rijmschema. Oorspronkelijk was een stanza een achtregelige strofe met rijmschema abababcc, maar nu wordt het vaker als synoniem van strofe gebruikt. 

## Voorbeelden
Een voorbeeld van een klassieke stanza, (een ottava rima) met drie alternerende rijmen en eindigend met twee op elkaar rijmende versregels, is het volgende fragment uit Lord Byrons Don Juan:

"Go, little book, from this my solitude!
I cast thee on the waters – go thy ways!
And if, as I believe, thy vein be good,
The world will find thee after many days."
When Southey's read, and Wordsworth understood,
I can't help putting in my claim to praise –
The four first rhymes are Southey's every line:
For God's sake, reader! take them not for mine.
— Lord Byron

Een voorbeeld van een 14-regelige strofe, ook het rijmschema (aabbccbbddeffe) is anders dan dat van de Italiaanse stanza:

Alleen vrouwen snijden gaten

in de lucht boven straten

en nemen een lamp om na te gaan:

waar komt mijn nieuwe hoed vandaan?

Van zonnestralen geweven,

zo kort als een rozeleven

met linttint van sikkel der maan

in heiige nacht haast ondergegaan.

Ik zou er om glimlachen kunnen,

maar vrouwen iets gunnen,

wat doet hun krullen weer goed,

blijft getrouw mijn verlangen,

vooral als hun beide wangen

bedelen: hoe het moet?
— Pierre Kemp